# Параничев, Юрий Владимирович
Юрий Владимирович Параничев (род. 8 июня 1964) — российский политик, бывший первый заместитель Председателя Правительства Иркутской области, действующий заместитель Главы Челябинска.

## Биография
Родился в 1964 году в городе Чебаркуль Челябинской области в семье военнослужащего.
В 1982 году был призван в армию, затем был направлен в Донецкое высшее военно-политическое училище инженерных войск и войск связи им. Епишева. После окончания училища в 1987 году служил в дивизионной разведроте в частях Воздушно-десантных войск. В 1990 году уволился из армии.
В 1994 году закончил Уральский филиал Академии государственной службы при президенте Российской Федерации. Работал начальником отдела коммунального хозяйства администрации Советского района Челябинска, затем был первым заместителем главы администрации Советского района, позднее — начальник управления жилищно-коммунального хозяйства Челябинска.
В августе 2003 года стал главой Тракторозаводского района Челябинска.
В середине сентября 2005 года новый губернатор Иркутской области Александр Тишанин предложил кандидатуру Параничева на должность первого заместителя главы администрации Иркутской области, однако депутаты Законодательного собрания Иркутской области отказались её утверждать. В результате этого Параничев был назначен исполняющим обязанности первого заместителя губернатора.
В декабре 2005 года после повторного голосования официально стал первым заместителем главы областной администрации.
В мае 2008 года новый губернатор области Игорь Есиповский отправил Параничева в отставку.
С октября 2008 года по июль 2009 года — заместитель гендиректора по ремонту и капитальному строительству ООО «Газпром добыча Иркутск».
В июне 2009 года после гибели Есиповского новым губернатором Дмитрием Мезенцевым был назначен одним из двух первых заместителей Председателя Правительства Иркутской области.
В мае 2010 года отправлен в отставку, вероятно, в связи с поражением «Единой России» на муниципальных выборах.